# Morella integra
Morella integra är en porsväxtart som först beskrevs av Auguste Jean Baptiste Chevalier, och fick sitt nu gällande namn av D.J.B. Killick. Morella integra ingår i släktet Morella och familjen porsväxter. Inga underarter finns listade i Catalogue of Life.